# Бакли, Кристофер
Кри́стофер Те́йлор Ба́кли (англ. Christopher Taylor Buckley; род. 24 декабря 1952) — американский писатель, сатирик. Получил всемирную известность после написания романов «Здесь курят», «Господь — мой брокер» (в соавторстве с Джоном Тирни) и «Флоренс Аравийская».

## Биография
Сын Уильяма Бакли и его жены Патрисии. Закончил Портсмутскую церковную школу (Portsmouth Abbey School в г. Портсмут, Род-Айленд), затем Йельский университет, где вступил в тайное общество «Череп и кости». Был руководящим редактором журнала «Esquire». Работал главным спичрайтером вице-президента Джорджа Буша-старшего. Опыт работы в этой должности помог ему написать роман «Суматоха в Белом доме», который является сатирой на политику аппарата Белого дома и политические мемуары. В другом его сатирическом романе, «Здесь курят», который получил значительную известность, главным героем является табачный лоббист Ник Нейлор, пропагандирующий курение. По мотивам романа снят одноимённый фильм (не имеет с романом общей фабулы), вышедший в 2006 году.

### Сатирические романы
- Суматоха в Белом доме (The White House Mess) (1986)
- Здесь курят (Thank You for Smoking) (1994)
- Господь — мой брокер (God Is My Broker) (1998) (написана в соавторстве с Джоном Тирни)
- Зеленые человечки (Little Green Men) (1999)
- С первой леди так не поступают (No Way to Treat a First Lady) (2002)
- Флоренс Аравийская (Florence of Arabia) (2004)
- День Бумеранга (Boomsday) (2007)
- Верховные судороги (Supreme Courtship) (2009)
- Они ведь едят щенков, правда? (They Eat Puppies, Don’t They?: A Novel) (2012)
- Мастер реликвий (The Relic Master: A Novel) (2015)
- Охотник за судьями (The Judge Hunter: A Novel) (2018)
- Сделаем Россию снова великой (Make Russia great again: A Novel) (2020)

### Фильмы по мотивам книг Бакли
- Здесь курят (2006) (режиссёр Джейсон Рейтман, автор сценария Джейсон Рейтман)
- Little Green Men (запланирован) (авторы сценария Шон Бейтс и Грегори Маккензи)

### Книги о путешествиях
- Steaming to Bamboola — The World of a Tramp Freighter (1983)
- Washington Schlepped Here: Walking in the Nation’s Capital (2003)

### Другое
- My Harvard, My Yale (1981) (contributor, segment «Stoned in New Haven») (university biography)
- Campion: A Play in Two Acts (1990) (совместно с Джеймсом Макгуайром) (пьеса)
- Wet Work (1991) (роман)
- Дебаты под Martini (Wry Martinis) (1997) (collected humor and journalism)
- Losing Mum and Pup: A Memoir (2009) (Biographical)